# Macaravita (ort)
Macaravita är en ort i Colombia.   Den ligger i departementet Santander, i den centrala delen av landet, 270 km nordost om huvudstaden Bogotá. Macaravita ligger 2 291 meter över havet och antalet invånare är 538.
Terrängen runt Macaravita är bergig åt sydväst, men åt nordost är den kuperad. Runt Macaravita är det ganska tätbefolkat, med 56 invånare per kvadratkilometer. Närmaste större samhälle är Capitanejo, 11,6 km väster om Macaravita. I omgivningarna runt Macaravita växer huvudsakligen savannskog.